# Iso-Reuhka
Iso-Reuhka är en sjö i kommunen Polvijärvi i landskapet Norra Karelen i Finland. Sjön ligger 82,7 meter över havet. Den är 14,12 meter djup. Arean är 1,09 kvadratkilometer och strandlinjen är 7,27 kilometer lång. Sjön  ingår i Vuoksens huvudavrinningsområde.   Den ligger omkring 22 kilometer nordväst om Joensuu och omkring 370 kilometer nordöst om Helsingfors. 
I sjön finns öarna Jänissaari, Hernesaari och Selkäsaari. 